# Moeda de vinte e cinco centavos do real
A moeda de vinte e cinco centavos do real entrou em circulação em 30 de setembro de 1994, cerca de três meses após o lançamento do novo padrão monetário por ocasião do Plano Real. A moeda foi lançada de forma a facilitar o troco no início do plano. A moeda continua em circulação.

## 1ª família (1994-1995)
A moeda fabricada nessa época tinha 23,5 mm de diâmetro, pesava 4,78 g, a espessura era de 1,40 mm, o bordo era liso e era materializado em aço inoxidável.
O desenho da moeda se diferenciava das demais por ter um formato poligonal (enquanto as outras tinham formato circular) e pelo ano da cunhagem aparecer no anverso e não no reverso. Além disso era maior que a moeda de 50 centavos, enquanto as demais variavam em tamanho na mesma ordem de variação do valor facial. A cunhagem ocorreu somente durante o biênio 1994-1995.

### Anverso
O anverso possuí a Efígie da República, o dístico "BRASIL" e o ano de cunhagem.

### Reverso
Linhas sinuosas de fundo tendo à frente o valor facial, seguido do dístico "centavos".

### Anverso comemorativo

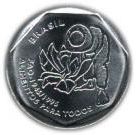
Anverso da moeda de 25 centavos comemorativa.

Em 1995, foi cunhada uma edição limitada de 1 milhão de unidades da moeda de R$0,25, comemorando os 50 anos da Organização das Nações Unidas para Agricultura e Alimentação (FAO). No anverso, um  motivo com um humano cultivando vegetais e os dísticos "BRASIL", "FAO - 1945/1995" e "ALIMENTOS PARA TODOS". O reverso continuou o mesmo.

## 2ª família (1998-hoje)
No dia 1 de julho de 1998 foi lançada a 2ª família de moedas, que representou uma grande mudança estilísticas nas moedas do padrão: a moeda continua sendo a maior de todas as moedas, o diâmetro subiu de 23,5 mm para 25 mm; ela também ficou mais pesada, a massa subiu de 4,78 g para 7,55 g; ela ficou mais espessa, a espessura aumentou de 1,40 mm para 2,25 mm; o bordo passou a ser serrilhado; e foi materializado em aço revestido de bronze.
Ela apresenta similaridades com a moeda de dez centavos produzida na mesma época.

### Anverso
Efígie de Manuel Deodoro da Fonseca (1827-1892), proclamador da República e primeiro presidente constitucional do Brasil republicano, ladeada pelas Armas Nacionais e pelos dísticos "BRASIL" e "DEODORO".

### Reverso
No reverso à esquerda, linhas diagonais de fundo dão destaque ao dístico correspondente ao valor facial, seguido dos dísticos "centavo" e o correspondente ao ano de cunhagem. Há também uma esfera sobreposta por uma faixa de júbilo, que, com a constelação do Cruzeiro do Sul, faz alusão ao Pavilhão Nacional.